# Scoparia vinasalis
Scoparia vinasalis là một loài bướm đêm trong họ Crambidae.